# Municipio de Jefferson (condado de Linn)
El municipio de Jefferson (en inglés: Jefferson Township) es un municipio ubicado en el condado de Linn en el estado estadounidense de Misuri. En el año 2010 tenía una población de 725 habitantes y una densidad poblacional de 4,96 personas por km².

## Geografía
El municipio de Jefferson se encuentra ubicado en las coordenadas 39°46′24″N 93°10′40″O / 39.77333, -93.17778. Según la Oficina del Censo de los Estados Unidos, el municipio tiene una superficie total de 146.04 km², de la cual 144,44 km² corresponden a tierra firme y (1,1 %) 1,6 km² es agua.

## Demografía
Según el censo de 2010, había 725 personas residiendo en el municipio de Jefferson. La densidad de población era de 4,96 hab./km². De los 725 habitantes, el municipio de Jefferson estaba compuesto por el 97,79 % blancos, el 0,55 % eran afroamericanos, el 0,41 % eran amerindios, el 0,28 % eran asiáticos y el 0,97 % eran de una mezcla de razas. Del total de la población el 0,14 % eran hispanos o latinos de cualquier raza.